# Lewis Theobald
Lewis Theobald (Sittingbourne, Kent, bautizado el 2 de abril de 1688 – Londres, 18 de septiembre de 1744), fue un editor, helenista, traductor, filólogo y escritor británico, figura crucial tanto en la historia de la edición de las obras de Shakespeare como en la sátira literaria. Fue vital para el establecimiento de textos correctos de Shakespeare, y constituyó el primer avatar de la diosa Aburrimiento en The Dunciad / La Neciada de Alexander Pope, quien arremetió contra él por envidia, ya que su propia edición de las obras de Shakespeare era filológicamente muy inferior. Arrepentido Pope de esta actitud, terminó por eliminar las alusiones a Theobald en su tercera edición de The Dunciad, e incluso adoptó la mayoría de sus correcciones al texto de Shakespeare.

## Biografía
Lewis Theobald era hijo de Peter Theobald, abogado, y de su segunda esposa, Mary. Cuando su padre falleció en 1690, Lewis, que tenía solo dos años, fue acogido por la familia de un amigo de su padre, Lewis Watson, barón de Rockingham. Con el reverendo mister Ellis, de Isleworth, condado de Middlesex, compartió la educación de los hijos del Barón y aprendió tanto griego y latín que pudo realizar luego importantes trabajos de traducción de clásicos al inglés. Aún joven, fue pasante de abogado y luego puso su propio bufete en Londres. En 1707, quizá siendo todavía aprendiz, publicó A Pindaric Ode on the Union of Scotland and England / Una oda pindárica sobre la unión de Escocia e Inglaterra. En 1708, su tragedia The Persian Princess / La princesa persa se representó en el gran teatro londinense Drury Lane.
Theobald tradujo el diálogo Fedón de Platón en 1714, y Bernard Lintot lo contrató para traducir también las siete tragedias de Esquilo, pero no llegó a entregar este trabajo. Sí tradujo, en cambio, Electra / Electra, Ajax / Áyax y Oedipus rex / Edipo rey de Sófocles en 1715. Además escribió para el tory Mist's Journal e intentó ganarse la vida con el teatro escribiendo pantomimas para John Rich que se estrenaban en el Drury Lane, entre ellas Harlequin Sorcerer / Arlequín hechicero (1725), Apollo and Daphne / Apolo y Dafne (1726), The Rape of Proserpine / El rapto de Proserpina (1727) y Perseus and Andromeda / Perseo y Andrómeda (1730); muchas de estas piezas contaban con música de Johann Ernst Galliard. Probablemente también plagió a un relojero llamado Henry Meystayer que le había entregado a Theobald el borrador de una pieza teatral titulada The Perfidious Brother / El hermano pérfido para que la revisara: Theobald la hizo producir como obra propia en 1716.
La fama y contribución de Theobald a las letras inglesas se fundan en su Shakespeare Restored, or a Specimen of the many Errors as well Committed as Unamended by Mr Pope in his late edition of this poet; designed not only to correct the said Edition, but to restore the true Reading of Shakespeare in all the Editions ever published / Shakespeare restaurado, o un espécimen de los muchos errores tanto cometidos como no corregidos por el Sr. Pope en su última edición de este poeta; diseñado no solo para corregir dicha edición, sino para restaurar la verdadera lectura de Shakespeare en todas las ediciones jamás publicadas (1726). El variorum de Theobald es, como expresa su subtítulo, una reacción a la edición de Shakespeare de Alexander Pope. Este había "suavizado" las líneas de Shakespeare; es más, había pasado por alto muchos errores textuales que deturpaban el original. De hecho, cuando Pope produjo una segunda edición de su Shakespeare en 1728, incorporó muchas de las lecturas textuales de Theobald, faltando a la verdad cuando afirmaba que tomó "solo unas veinticinco palabras" de las correcciones de Theobald, ya que en verdad tomó la mayoría de ellas. Además, Pope afirmó que Theobald ocultó su información a Pope.
Pope era tanto mejor poeta que Theobald como Theobald era mejor editor y filólogo que Pope, y los acontecimientos que rodearon el ataque de Theobald y el contraataque de Pope muestran a ambos hombres en su apogeo. El Shakespeare restaurado de Theobald es una respuesta juiciosa, aunque malhumorada, a la descuidada edición de Pope; pero en 1734 Theobald había producido una edición rival de Shakespeare, en siete volúmenes, para el librero Jacob Tonson, trabajando codo con codo con el obispo William Warburton, quien más tarde (1747) también publicó una edición de Shakespeare. La edición de 1734 de Theobald fue, con mucho, la mejor producida antes de 1750, y ha sido la piedra angular de todas las ediciones posteriores. Theobald no solo corrigió las variantes, sino que eligió entre los mejores textos y deshizo muchos de los cambios que en ellos habían introducido y mantenido los editores anteriores del siglo XVIII, purificando sobremanera el texto y a menudo usando paralelos isabelinos como guía para algunas enmiendas brillantes. La edición posterior de Edmond Malone (el estándar a partir del cual actúan los editores modernos) se fundaba en la de Theobald. En el prefacio a su magnum opus, y citando el mal precedente de su contemporáneo, el eminente filólogo clásico Richard Bentley, reconoció la novedad de sus métodos: "Me he aventurado en un trabajo que es el primer ensayo de este tipo sobre cualquier autor moderno".
Theobald fue recompensado con una reprimenda pública del escocido Alexander Pope, quien, al convertirlo en el ridículo héroe de su The Dunciad / La Necieida (1728), recopiló todo cuanto malo y perjuidicial pudo encontrar escrito sobre él, argumentando además que Theobald escribió cartas al Mist's Journal elogiándose a sí mismo y determinando que el trabajo de Theobald era en realidad una emboscada contra él. Una de las pruebas condenatorias provino de John Dennis, quien escribió que su traducción de Las Metamorfosis de Ovidio era mala y vulgar en sus Comentarios sobre el Homero de Pope, p. 90. Hasta la segunda versión de The Dunciad en 1741, Theobald siguió siendo el líder de los "Dunces" o Necios (véase la Translatio stultitiae) al degradar el gusto del público y llevar las "musas de Smithfield a los oídos de los reyes". Pope ataca directamente el plagio de Theobald en sus piezas en inglés, pero la razón de su furia fue, con toda probabilidad, el Shakespeare restaurado, que dejaba por los suelos su competencia como filólogo editor. Aunque el trabajo de Theobald es invaluable, Pope logró difamar por completo a quienes solo conocen los textos de Pope, donde aparece solo como un tonto, como un escribidor empolvado, pedante y soso. En esto, The Dunciad afectó la reputación póstuma de Theobald tanto como el Mac Flecknoe de John Dryden afectó la de Thomas Shadwell.
En 1727, Theobald estrenó una comedia, Double Falshood, o The Distrest Lovers / Doble falsedad, o Los amantes angustiados, que afirmó haber inspirado en una obra perdida de William Shakespeare. Pope lo atacó como un fraude, pero admitió, en privado, que sí creía que Theobald había trabajado al menos desde una obra de época genuina. Esta pieza se inspira en una historia secundaria de la primera parte del Don Quijote de Cervantes (1605) que habría sido adaptada por Shakespeare y Fletcher y estrenada en 1613, pero desapareció en el incendio del teatro londinense El Globo. La erudición moderna continúa dividida sobre la cuestión de si Theobald era veraz en su afirmación. Pero la opinión de consenso es que Double Falshood puede estar basada en el Cardenio perdido de Shakespeare y John Fletcher y Theobald pudo haber tenido acceso a un manuscrito superviviente, que revisó para adaptarlo a los gustos de principios del siglo XVIII, contaminándolo además con otro texto de James Shirley. Los tres primeros actos parecen estar confeccionados a la manera del Cisne del Avon, y los dos últimos a la de Fletcher, mientras que la contribución de Theobald parece escasa. Sin embargo, las afirmaciones de Theobald sobre los orígenes de la obra no son consistentes y los críticos no las han aceptado sin reserva.

## Obras escogidas

### Teatro
- The Persian Princess (1708)
- The Perfidious Brother (1716)
- Harlequin Sorcerer (1725)
- Apollo and Daphne (1726)
- Double Falsehood (1727)
- The Rape of Proserpine (1727)
- Orestes (1731)
- The Fatal Secret (1733)

### Ediciones
- Shakespeare Restored: or, A Specimen of the Many Errors, as Well Cometed, as Unmended, by Mr. Pope in His Late Edition of This Poet (Londres: Impreso para R. Francklin et al., 1726).
- Preface to the Works of Shakespeare (1734).
- The Works of Shakespeare in Eight Volumes (segunda edición; Londres: Impreso para H. Lintott et al., 1740)
  - Volumen I (La tempestad; El sueño de una noche de verano; Los dos caballeros de Verona; Las alegres comadres de Windsor; Medida por medida)
  - Volumen II (Mucho ruido y pocas nueces; El mercader de Venecia; Trabajo de amor perdido; Como gustéis; Taming the Shrew)
  - Volumen III (Todo está bien, eso termina bien; La noche de Reyes, o lo que quieras; La comedia de los errores; El cuento de la noche de invierno; La vida y muerte del rey Juan)
  - Volumen IV (Rey Ricardo II; Rey Enrique VI, Parte I; Rey Enrique IV, Parte II; Rey Enrique V; Rey Enrique VI, Parte I)
  - Volumen V (Rey Enrique VI, parte II; Rey Enrique VI, Parte III; Rey Ricardo III; Rey Enrique VIII)
  - Volumen VI (King Lear; Timon of Athens; Titus Andronicus; Macbeth; Coriolanus)
  - Volumen VII (Julius Caesar; Antony and Cleopatra; Cymbeline; Troilus and Cressida)
  - Volumen VIII (Romeo y Julieta; Hamlet; Otelo; un índice)
- Memoirs of Sir Walter Raleigh; his life, his military and naval exploits, his preferments and death: in which are inserted, the private intrigues between the count of Gondamore, the Spanish ambassador, and the Lord Salisbury, then secretary of state. (London, Printed for W. Mears, 1719)
- The works of Francis Beaumont, and Mr. John Fletcher. Collated with all the former editions, and corrected. With notes critical and explanatory. (London, Printed for J. and R. Tonson and S. Draper, 1750).

### Traducciones
- Trad. de Platón, Fedón, 1714.
- Trad. de Sófocles, Electra, Ajax y Oedipus rex, 1715.

### Otras
- A Pindaric Ode on the Union of Scotland and England, 1707.
- Lewis Theobald, his contribution to English scholarship, with some unpublished letters, (New York, Columbia university press, 1919).